# Leucippo
Leucippo és una òpera en tres actes composta per Johann Adolph Hasse sobre un llibret italià de Giovanni Claudio Pasquini. S'estrenà a Hubertusburg el 7 d'octubre de 1747.
A Catalunya s'estrenà el juny de 1766 al Teatre de la Santa Creu de Barcelona.